# Josef Kugler (Pfarrer)
Josef Kugler (* 11. Juli 1871 in Brixen, Südtirol; † 7. Mai 1940 in Lienz) war ein österreichischer Seelsorger und Heimatforscher.
Josef Kugler erhielt 1894 die Priesterweihe und war ab 1895 in der Seelsorge tätig. Ab 1903 war er provisorischer und ab 1906 definitiver Pfarrer in Hollbruck, einem Ortsteil von Kartitsch in Osttirol. Ab 1909 war er Pfarrer in Leisach in Osttirol.
Neben seiner Tätigkeit als Pfarrer war er auch Heimatforscher. Er war auch Förderer des Malerbildhauers Josef Bachlehner, von dem er drei Flügelaltäre für die Pfarrkirche in Leisach anfertigen ließ.

## Werke
- Der Sakramentsstein am Tristachersee
- Das Dekanat Lienz vor 100 Jahren

weitere im Österreichischen Biographisches Lexikon 1815–1950